# Robert Willoughby, I barone Willoughby de Broke
Robert Willoughby, I barone Willoughby de Broke e IX barone Latimer (Westbury, 1452 – Callington, 23 agosto 1502), è stato un ufficiale e nobile inglese.

## Biografia
Robert Willoughby è nato a Brook (anticamente "Broke"), la proprietà di suo padre nella parrocchia di Westbury, nel Wiltshire, ora nella parrocchia di Heywood. Era il figlio di Sir John Willoughby della famiglia dei baroni Willoughby di Eresby. Sua madre era Anne Cheyne, seconda figlia e co-erede di Sir Edmund Cheyne di Brook. 

## Carriera
Fu High Sheriff of Cornwall nel 1479 e High Sheriff of Devon nel 1480. Era Lord of the Manor di Callington e amministratore del Ducato di Cornovaglia.
Fu uno dei principali comandanti delle truppe reali del re Enrico VII contro la Ribellione della Cornovaglia del 1497.

## Matrimonio
Sposò nel 1472 Blanche Champernowne, figlia ed erede di John Champernowne di Bere Ferrers, Devon, e di Elizabeth Bigbury. Ebbero quattro figli:
- Robert Willoughby, II barone Willoughby de Broke (1472-1521)[4][5]
- Elizabeth Willoughby, sposò in prime nozze John Dynham, I barone Dynham e in seconde nozze William FitzAlan, XVIII conte di Arundel
- John (morto giovane)
- Anthony (morto giovane)

## Morte
Morì 23 agosto 1502 nella sua residenza di Callington.